# Porostnice
Porostnice (Marchantiidae) – podklasa roślin należąca do klasy wątrobowców. 
Gametofit porostnicowatych ma zwykle postać płatowej plechy, ale za to jego budowa wewnętrzna bywa niekiedy skomplikowana. Na przykład u porostnicy można wyróżnić skórkę z bardzo specyficznymi aparatami szparkowymi, tkankę asymilacyjną i spichrzową. Sporofity większości mchów mają aparaty szparkowe, a niektóre nawet chloroplasty, dzięki którym mogą same wytwarzać związki organiczne - asymilaty. Jednak nawet takie sporofity muszą pobierać wodę i sole mineralne od gametofitu, czyli nie są w pełni samodzielne. Całość przytwierdzona jest do podłoża za pomocą chwytników. Sporofit jest bardzo mały. Wyrasta z gametofitu i ma postać pojedynczej, nierozgałęzionej łodyżki, zwanej setą, na której znajduje się zarodnia z zarodnikami. 

## Systematyka
Jedna z dwóch podklas (obok monotypowej Blasiidae z rzędem Blasiales) w obrębie klasy porostnicowych Marchantiopsida. Podklasa dzielona jest na cztery rzędy:
podklasa Marchantiidae Engl. – porostnice
rząd: Lunalariales H.Klinggr.
rząd: Marchantiales Limpr. – porostnicowce
rząd: Neohodgsoniales D.G.Long
rząd: Sphaerocarpales Cavers